# Costruttori italiani che hanno corso in Formula 1
Sono 29 le scuderie italiane che hanno preso parte al Campionato mondiale di Formula 1.
Tra queste, 5 hanno ottenuto successi nei Gran Premi e titoli iridati: Ferrari, Benetton, Alfa Romeo, Maserati e RB. Le cinque squadre che compaiono in fondo alla lista con un doppio zero, non si qualificarono alle prime partecipazioni e in seguito abbandonarono le competizioni.
| Nome            | Sede                    | Gran Premi | Vittorie | Periodo               |
| Ferrari         | Maranello (MO)          | 1 082      | 245      | 1950-oggi             |
| RB              | Faenza (RA)             | 359        | 2        | 2006-oggi             |
| Minardi         | Faenza (RA)             | 340        | 0        | 1985-2005             |
| Benetton        | Treviso (e Regno Unito) | 260        | 27       | 1986-2001             |
| Osella          | Torino                  | 132        | 0        | 1980-1990             |
| Alfa Romeo      | Arese (MI)              | 110        | 10       | 1950-1951 e 1979-1985 |
| Scuderia Italia | Brescia                 | 92         | 0        | 1988-1993             |
| Maserati        | Modena                  | 70         | 9        | 1950-1960             |
| Iso-Marlboro    | Bresso (MI)             | 30         | 0        | 1973-1974             |
| Forti           | Alessandria             | 23         | 0        | 1995-1996             |
| Fondmetal       | Bergamo                 | 19         | 0        | 1991-1992             |
| EuroBrun        | Milano                  | 14         | 0        | 1988-1990             |
| Coloni          | Perugia                 | 13         | 0        | 1987-1991             |
| De Tomaso       | Modena                  | 10         | 0        | 1961-1963 e 1970      |
| Merzario        | Milano                  | 10         | 0        | 1978-1980             |
| Tecno           | Bologna                 | 10         | 0        | 1972-1973             |
| A-T-S           | Bologna                 | 6          | 0        | 1963-1964             |
| Lamborghini     | Modena                  | 6          | 0        | 1991                  |
| Lancia          | Torino                  | 4          | 0        | 1954-1955             |
| Scuderia Milano | Milano                  | 4          | 0        | 1950-1951             |
| OSCA            | Bologna                 | 4          | 0        | 1951-1953 e 1958      |
| Bellasi         | Novara                  | 2          | 0        | 1970-1971             |
| Andrea Moda     | Morrovalle (MC)         | 1          | 0        | 1992                  |
| Tec-Mec         | Modena                  | 1          | 0        | 1959                  |
| Arzani-Volpini  | Milano                  | 0          | 0        | 1955                  |
| Cisitalia       | Torino                  | 0          | 0        | 1952                  |
| Life            | Modena                  | 0          | 0        | 1990                  |
| SVA             | Pont-Saint-Martin (AO)  | 0          | 0        | 1950                  |
| Trussardi       | Bergamo                 | 0          | 0        | 1987                  |